# Saint-Androny
Saint-Androny település Franciaországban, Gironde megyében. Lakosainak száma 582 fő (2022. január 1.). Saint-Androny Braud-et-Saint-Louis, Saint-Genès-de-Blaye, Anglade, Eyrans, Fours, Pauillac, Saint-Julien-Beychevelle és Saint-Estèphe községekkel határos.

## Népesség
A település népessége az elmúlt években az alábbi módon változott:
| Lakosok száma | 562  | 584  | 547  | 570  | 548  | 553  | 551  | 542  | 556  | 582  |
|               | 1968 | 1982 | 1990 | 2006 | 2013 | 2015 | 2017 | 2019 | 2020 | 2022 |